# Lena Connellová

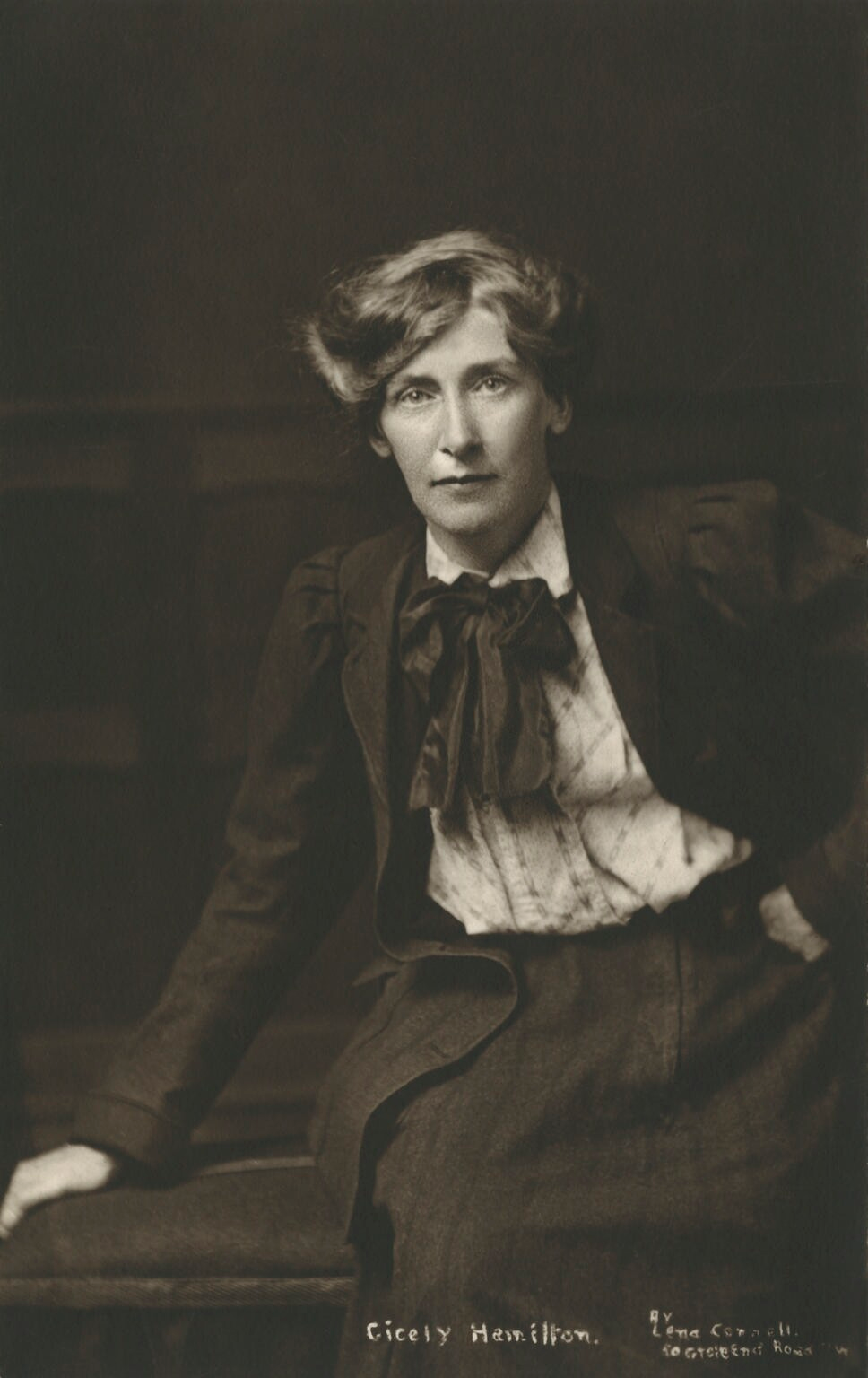
Lena Connellová: Herečka a sufražetka Cicely Hamiltonová byla přední bojovnicí za ženská práva a spolupracovnice Leny, asi 1910

Adelin Beatrice „Lena“ Connellová, také známá jako Beatrice Cundy, nepřechýleně Lena Connell (27. července 1875 Londýn – 4. března 1949 Londýn) byla britská sufražetka a známá fotografka, jejíž práce se nachází ve sbírkách Národní portrétní galerie v Londýně.

## Životopis
Connellová se narodila v Londýně v roce 1875 Fredericu a Catherine Connellovým. Její otec (a jeho otec) vyráběli prvotřídní hodinky známé jako chronometry, ale zájem jejího otce se časem přesunul k fotografování a prodeji. Fotografický byznys udělal z jeho dcer Doru a Alinu asistentky fotografa a o kariérní cestě děvčat bylo rozhodnuto.
Connellová založila vlastní fotografickou firmu a zaměstnávala ženy. Byla prý první fotografkou, která fotografovala mužské motivy.
Connellová pořídila snímky předních členek Ligy za svobodu žen a také Emmeliny Pankhurstové a dalších vůdců hnutí usilující o volební právo žen. Důvod volebního práva ji zaujal poté, co byla po propuštění z vězení zaměstnaná fotografováním sufražetky Gladice Keevilové. Z fotografií předních sufražetek byly vytvořeny pohlednice a kopie byly prodávány příznivcům jako způsob získávání finančních prostředků. Connellová byla členkou unie Women's Social and Political Union v Hampsteadu a spolupracovala s Cicely Hamiltonovou na produkci Edith Craigové její ikonické hry „A Pageant of Women“ od Pioneer Players.
Její výsledné portréty předních osobností a významných hereček, Ellen Terry, Christophera St Johna, Hamiltona a Craiga, byly vystaveny v Royal Photographic Society v letech 1910/1911.
V roce 1911 Connellová v časopise The Suffragette zveřejnila inzerát, ve kterém hledala asistenta pro výpomoc v jejím studiu v St John's Wood. Connellová se v roce 1914 provdala za Jacka Cundyho a v roce 1922 zavřela svůj obchod a rozhodla se specializovat na „domácí“ fotografování pod svým jménem Beatrice Cundy.

## Smrt a dědictví
Connellová zemřela 4. března 1949 ve věku 73 let. Kopie jejích fotografií jsou uloženy v Národní portrétní galerii v Londýně.

## Galerie

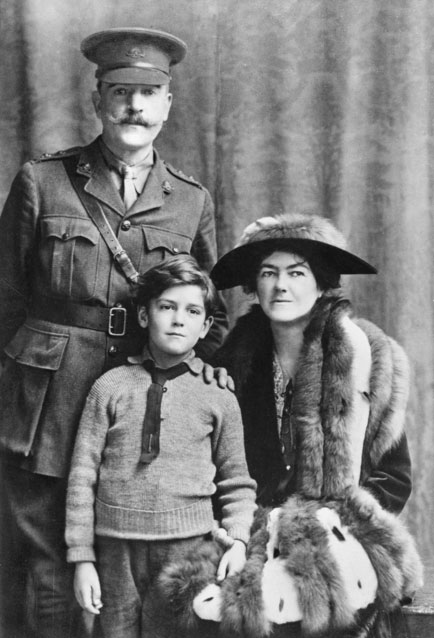
Arthur Streeton s rodinou, Londýn, asi 1916
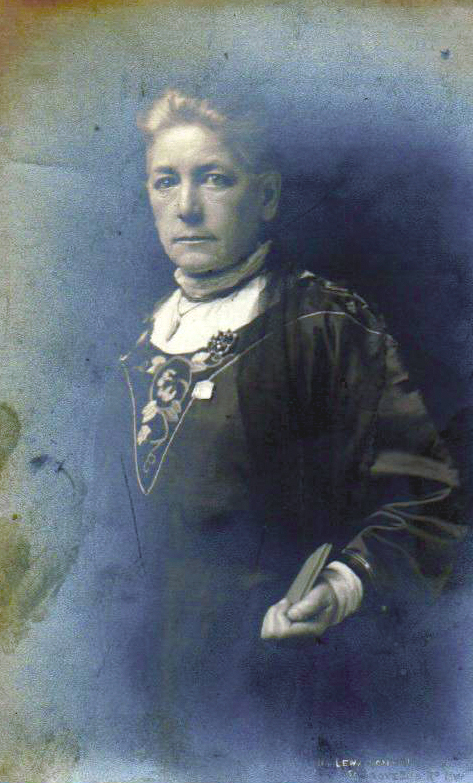
Benett Connell
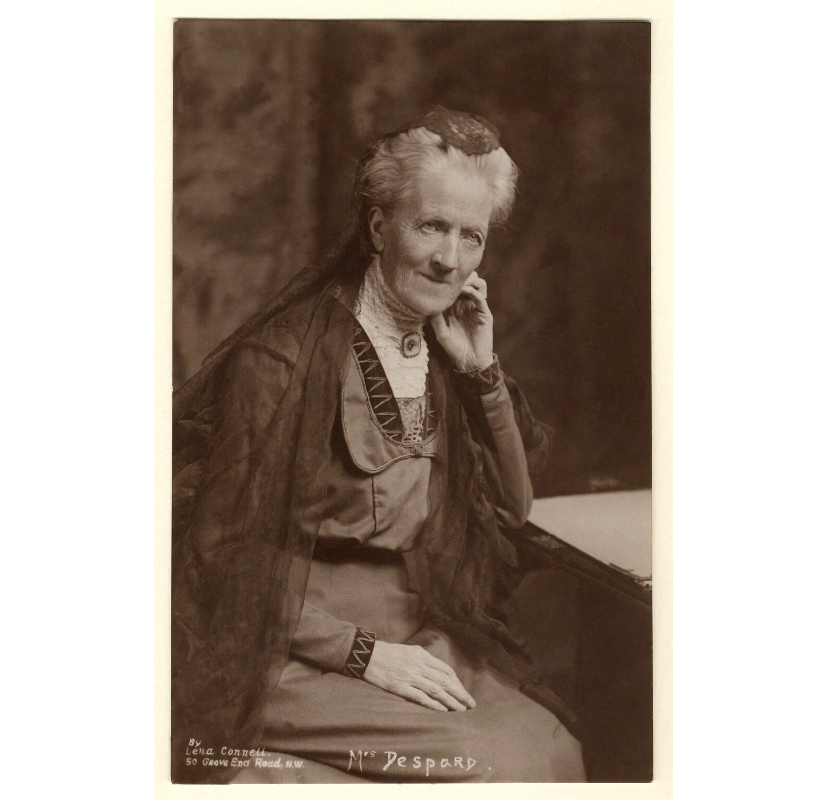
Charlotte Despard
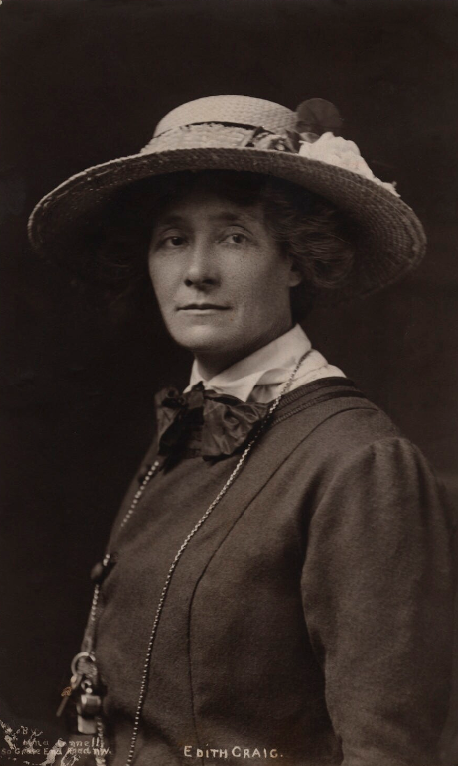
Edith Craig, asi 1910
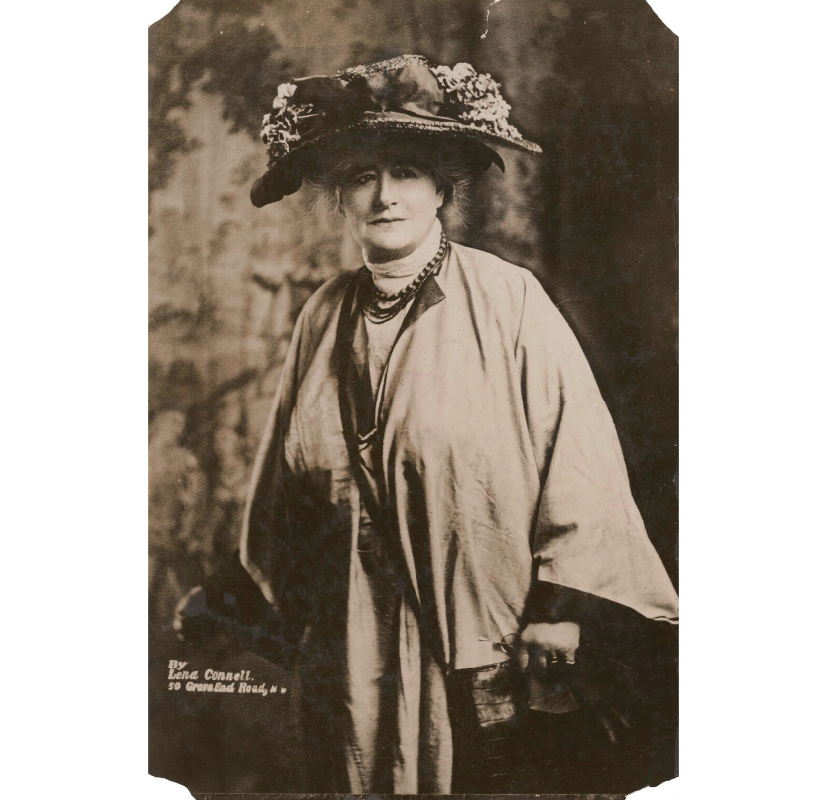
Ellen Terry 1910
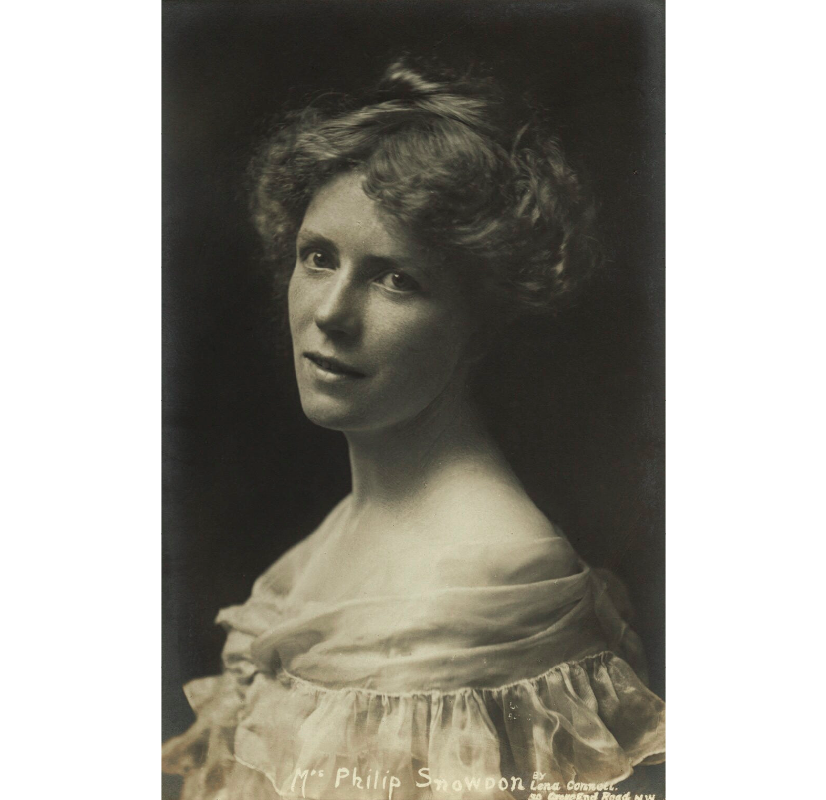
Ethel Snowden
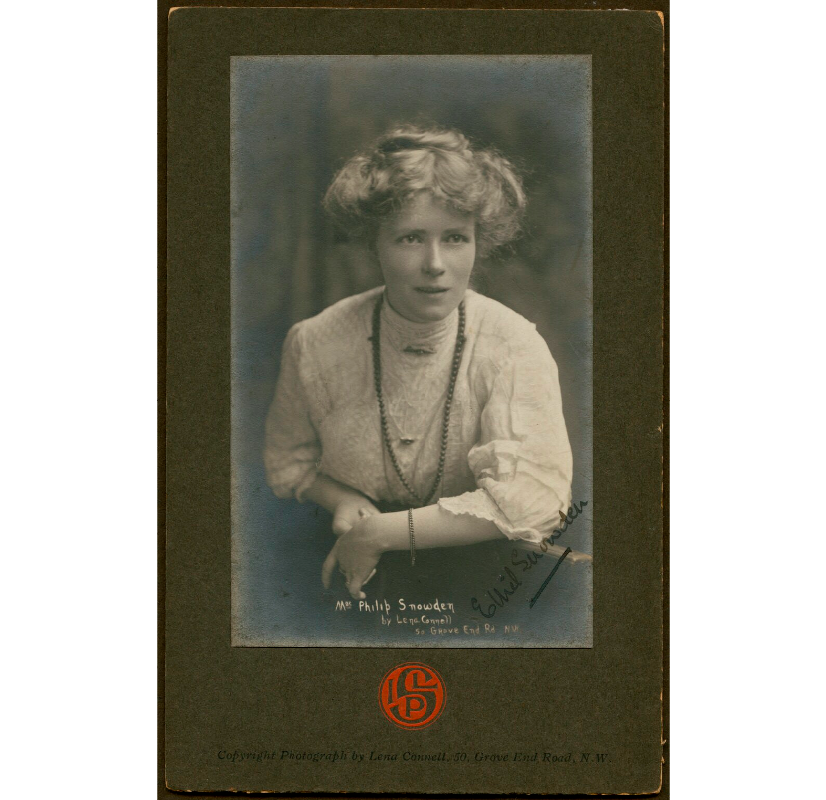
Ethel Snowden
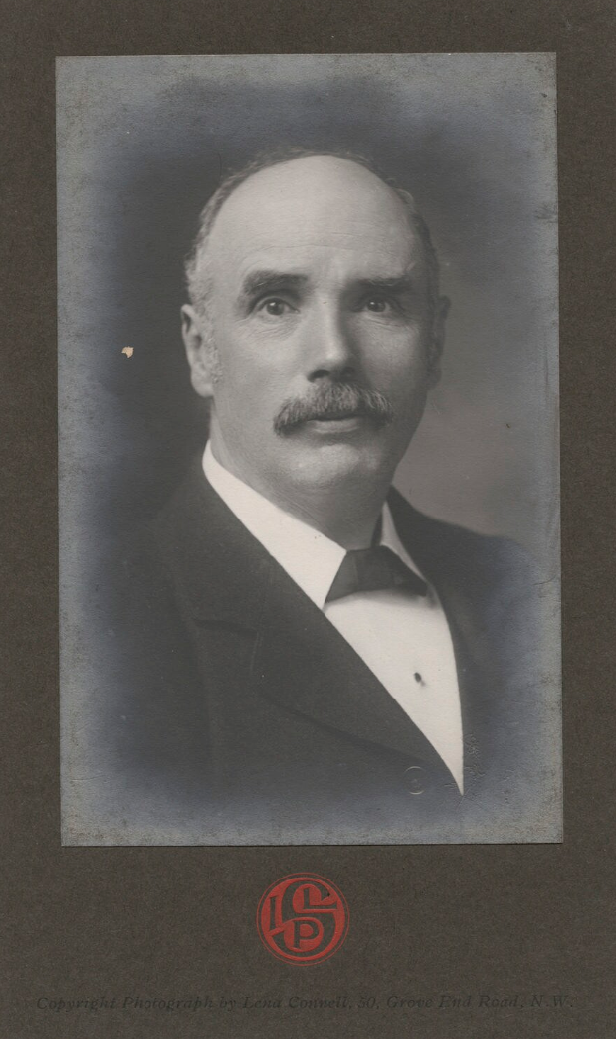
George Nicoll Barnes
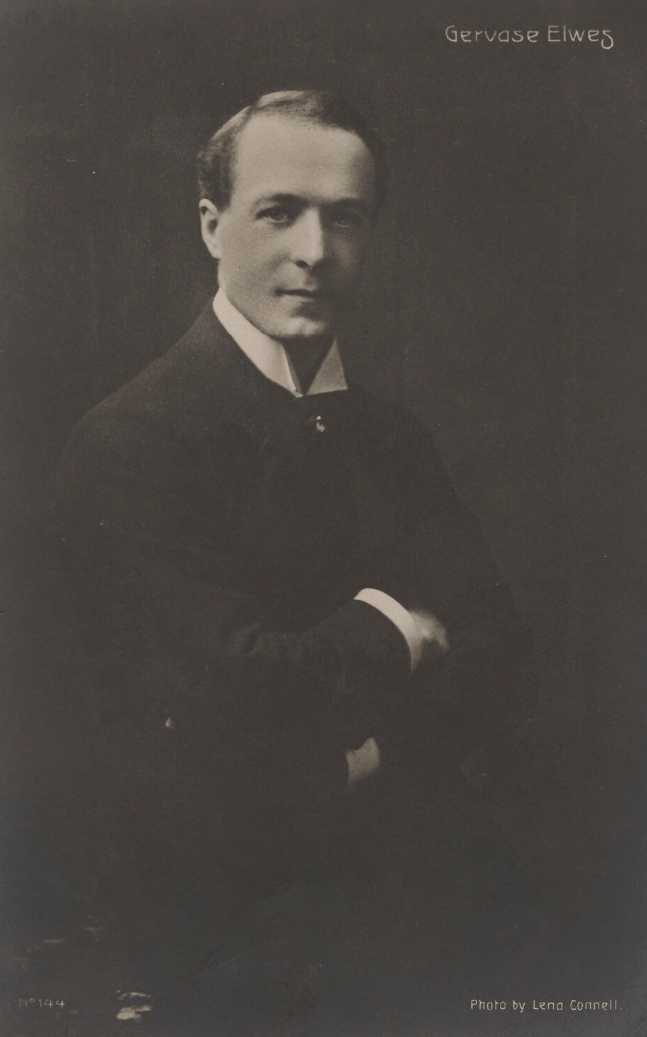
Gervase Henry Cary Elwes
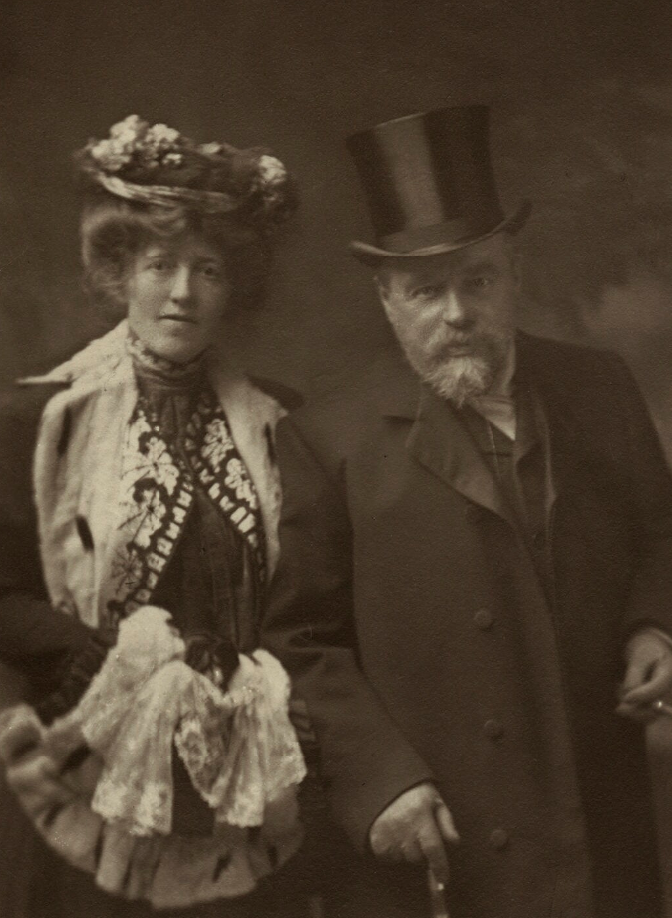
Laura Theresa (roz. Epps), Lady Alma-Tadema; sir Lawrence Alma-Tadema
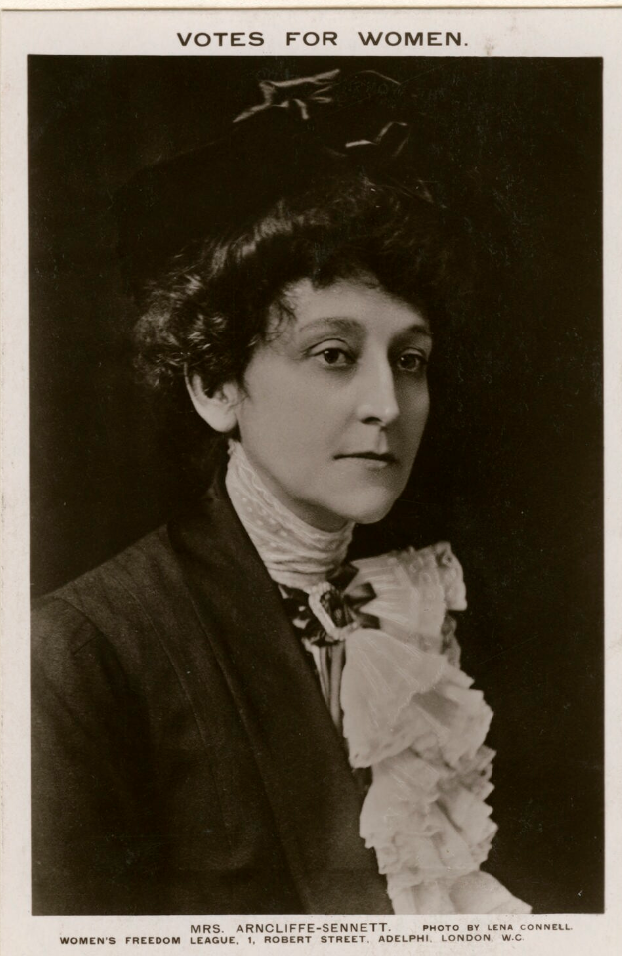
Maud Arncliffe Sennett
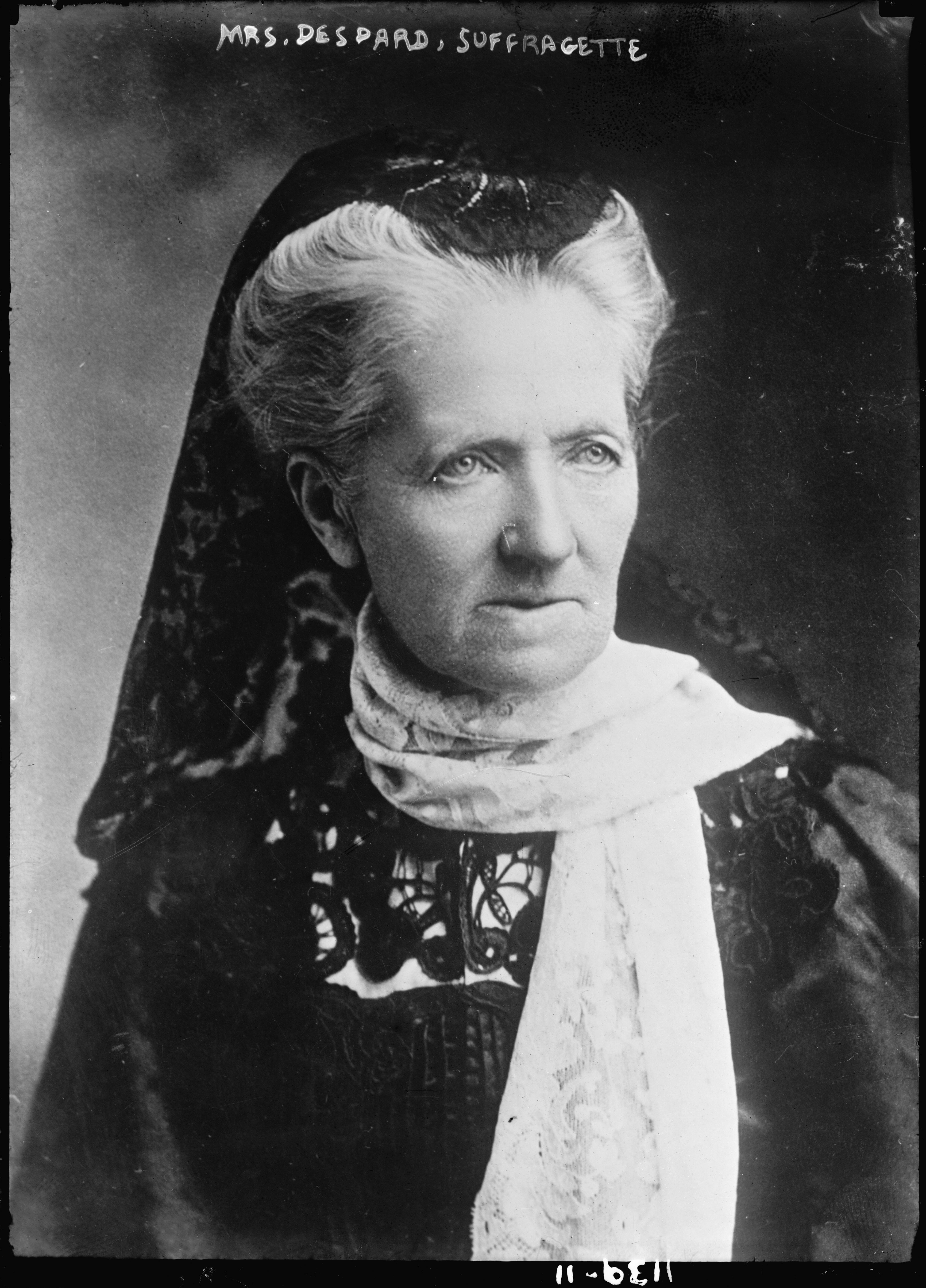
Mrs. Despard, sufražetka
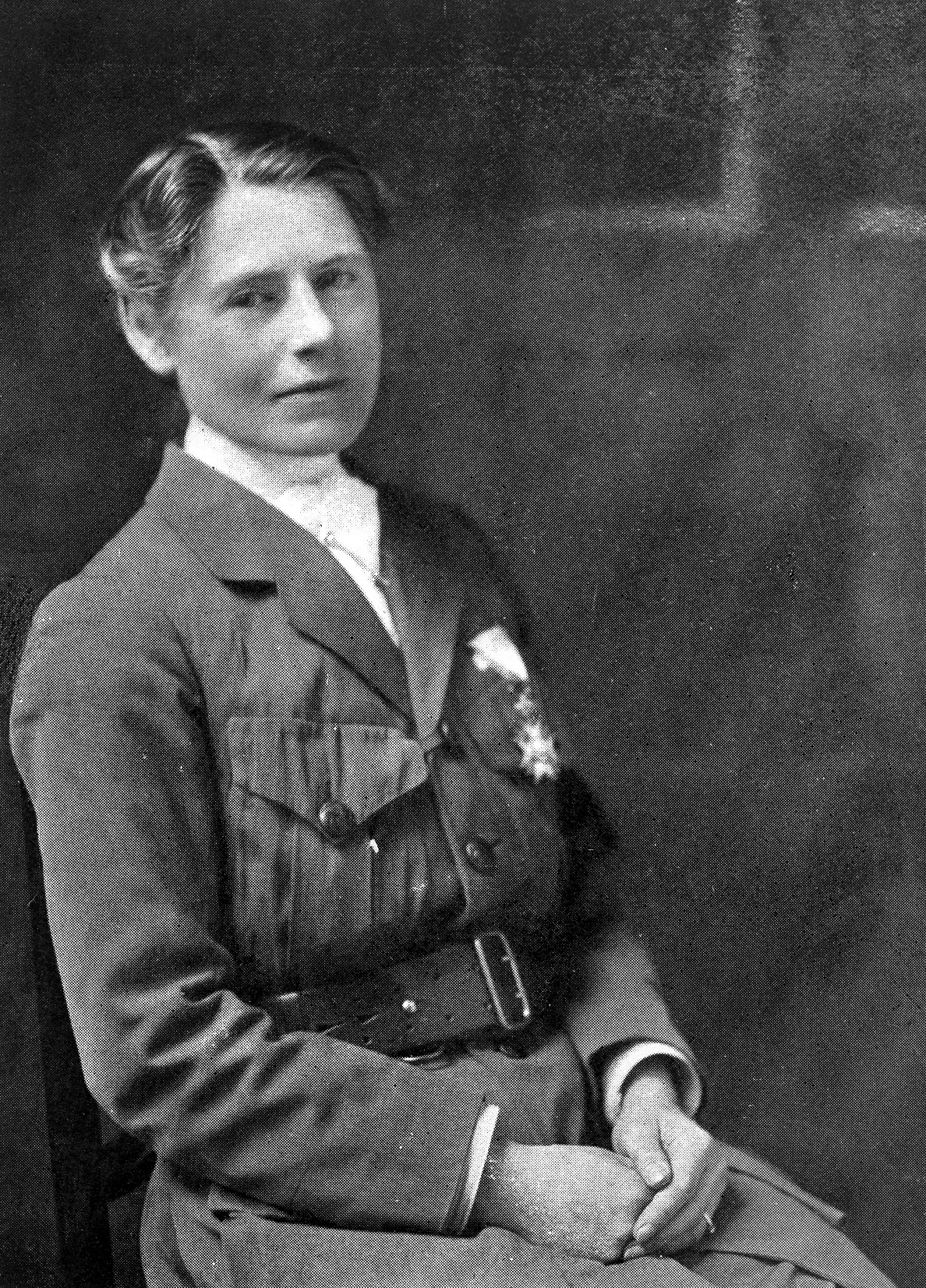
Evelina Haverfieldová
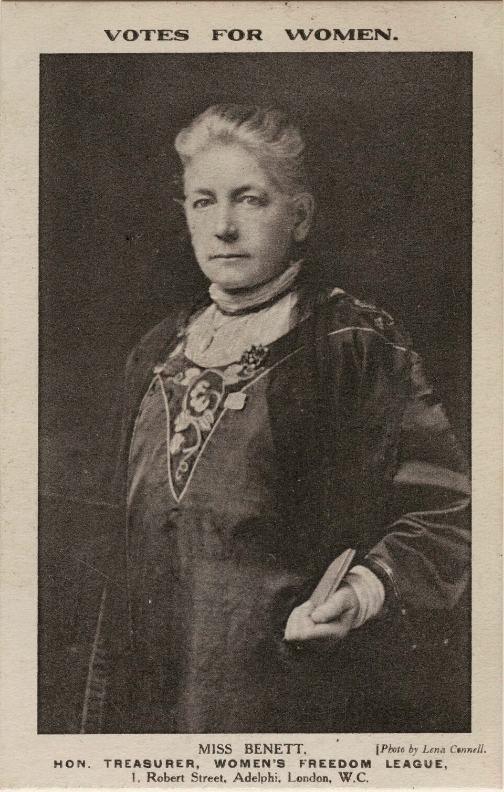
Sarah Benett, 1909